# Lijst van nationale parken in Colombia
| Nationaal park                                        | Stichtingsjaar | Oppervlakte (ha) | Foto |
| ----------------------------------------------------- | -------------- | ---------------- | ---- |
| Nationaal park Cueva de los Guácharos                 | 1960           | 9000             |      |
| Nationaal park Sierra Nevada de Santa Marta           | 1964           | 383000           |      |
| Nationaal park Farallones de Cali                     | 1968           | 150000           |      |
| Nationaal park Puracé                                 | 1968           | 83000            |      |
| Nationaal park Tayrona                                | 1969           | 15000            |      |
| Nationaal park El Tuparro                             | 1970           | 54800            |      |
| Nationaal park Serranía de la Macarena                | 1971           | 62000            |      |
| Nationaal park Las Orquídeas                          | 1973           | 32000            |      |
| Nationaal park Las Katíos                             | 1973           | 72000            |      |
| Nationaal park Los Nevados                            | 1973           | 58300            |      |
| Nationaal park Amacayacu                              | 1975           | 293500           |      |
| Nationaal park Las Hermosas                           | 1977           | 125000           |      |
| Nationaal park Nevado del Huila                       | 1977           | 158000           |      |
| Nationaal park Cordillera de los Picachos             | 1977           | 444740           |      |
| Nationaal park Chingaza                               | 1977           | 76600            |      |
| Nationaal park Sumapaz                                | 1977           | 154000           |      |
| Nationaal park Sierra Nevada del Cocuy                | 1977           | 306000           |      |
| Nationaal park Sierra Pisba                           | 1977           | 45000            |      |
| Nationaal park Tamá                                   | 1977           | 15000            |      |
| Nationaal park Corales del Rosario y San Bernardo     | 1977           | 120000           |      |
| Nationaal park Sanquianga                             | 1977           | 80000            |      |
| Nationaal park Macuira                                | 1977           | 25000            |      |
| Nationaal park Paramillo                              | 1977           | 460000           |      |
| Nationaal park Munchique                              | 1977           | 44000            |      |
| Nationaal park Isla Gorgona                           | 1983           | 61687            |      |
| Nationaal park La Paya                                | 1984           | 422000           |      |
| Nationaal park Cahuinarí                              | 1986           | 575000           |      |
| Nationaal park Ensenada de Utría                      | 1987           | 54300            |      |
| Nationaal park Tatamá                                 | 1987           | 51900            |      |
| Nationaal park Serranía de Chiribiquete               | 1989           | 1280000          |      |
| Nationaal park Tinigua                                | 1989           | 201875           |      |
| Nationaal park Catatumbo Barí                         | 198            | 158125           |      |
| Nationaal park Old Providence McBean Lagoon           | 1995           | 995              |      |
| Nationaal park Río Puré                               | 2002           | 999880           |      |
| Nationaal park Alto Fragua Indi-Wasi                  | 2002           | 68000            |      |
| Nationaal park Selva de Florencia                     | 2005           | 10019            |      |
| Nationaal park Serranía de los Yariguíes              | 2005           | 78837            |      |
| Nationaal park Complejo Volcánico Doña Juana-Cascabel | 2007           | 65858            |      |
| Nationaal park Serranía de Los Churumbelos Auka-Wasi  | 2007           | 97189            |      |
| Nationaal park Yaigojé Apaporis                       | 2009           | 1060603          |      |
| Nationaal park Uramba Bahía Málaga                    | 2010           | 47094            |      |
| Nationaal park Corales de Profundidad                 | 2013           | 149192           |      |
| Nationaal park Bahía Portete – Kaurrele               | 2014           | 14080            |      |
| Nationaal park Serranía de Manacacías                 | 2023           | 68 030,6         |      |